# Защита Алехина
Защи́та Але́хина — дебют, начинающийся ходами: 
 1. e2-e4 Kg8-f6.
Относится к полуоткрытым дебютам, редко используется на высоком уровне.

## История
В XIX веке ход 1. … Кg8-f6 почти не применялся, хоть и был упомянут в 1811 году в учебнике Альгайера.
В турнирную практику эта защита была введена А. А. Алехиным (1892—1946), применившим этот ход в партии со Л. Штейнером (Будапешт, 1921), хотя этот ход был известен и раньше (например, Михаил Кляцкин применял его до Алехина). Идея защиты Алехина — фигурная игра и контратака пешечного центра белых. Однако сам изобретатель этой защиты не считал её достаточно корректной, применял крайне редко, и только против шахматистов, наиболее сильно уступающих ему в классе игры.
В настоящее время, с развитием компьютерного анализа теории дебютов, защита Алехина почти не встречается в серьёзных шахматах. Добровольная уступка центра и потеря нескольких темпов в большинстве вариантов приводит к стойкому и серьёзному позиционному преимуществу белых.

## Варианты
- 2. Kb1-c3 — этим ходом белые стремятся уклониться от основных вариантов и свести игру к другим началам.
  - 2. … e7-e5 — см. венская партия.
  - 2. … d7-d6 — см. защита Пирца — Уфимцева.
  - 2. … d7-d5 — см. скандинавская защита.

Варианты с 2. e4-e5
- 2. … Кf6-g8 — вариант Кляцкина
- 2. … Кf6-e4 — вариант Мокеле-мбембе[1]
- 2. … Кf6-d5 — основное продолжение
  - 3. c2-c4 Kd5-b6 4. c4-c5 Kb6-d5 — система пешечного преследования.
  - 3. c2-c4 Kd5-b6 4. d2-d4 d7-d6 5. f2-f4 — система четырёх пешек.
  - 3. c2-c4 Kd5-b6 4. a2-a4
  - 3. Kb1-c3 Kd5:c3 4. d2:c3
  - 3. d2-d4 d7-d6 4. Kg1-f3 Cc8-g4 5. Cf1-e2
    - 5. … e7-e6 — классический вариант.
    - 5. … c7-c6 — вариант Флора.